# Ulotina
Ulotina este un sat din comuna Andrijevica, Muntenegru. Conform datelor de la recensământul din 2003, localitatea are 243 de locuitori (la recensământul din 1991 erau 292 de locuitori).

## Demografie
În satul Ulotina locuiesc 186 de persoane adulte, iar vârsta medie a populației este de 41,6 de ani (38,9 la bărbați și 44,6 la femei). În localitate sunt 87 de gospodării, iar numărul mediu de membri în gospodărie este de 2,79.
|  |

| Demografie | Demografie | Demografie |
| An         | Locuitori  | Locuitori  |
| ---------- | ---------- | ---------- |
|            |            |            |
|            |            |            |
|            |            |            |
|            |            |            |
| 1948       | 485        |            |
| 1953       | 515        |            |
| 1961       | 502        |            |
| 1971       | 487        |            |
| 1981       | 373        |            |
| 1991       | 292        | 292        |
| 2003       | 284        | 243        |

| \| Componența etnică conform recensământului din 2003[2] \| Componența etnică conform recensământului din 2003[2] \| Componența etnică conform recensământului din 2003[2] \| Componența etnică conform recensământului din 2003[2] \| Componența etnică conform recensământului din 2003[2] \| \| ----------------------------------------------------- \| ----------------------------------------------------- \| ----------------------------------------------------- \| ----------------------------------------------------- \| ----------------------------------------------------- \| \| \| \| \| \| \| \| Sârbi \| Sârbi \| \| 135 \| 55,55% \| \| Muntenegreni \| Muntenegreni \| \| 80 \| 32,92% \| \| Croați \| Croați \| \| 1 \| 0,41% \| \| Macedoneni \| Macedoneni \| \| 1 \| 0,41% \| \| necunoscută \| necunoscută \| \| 0 \| 0% \| |              |  |     |        |
| Componența etnică conform recensământului din 2003 |              |  |     |        |
| |              |  |     |        |
| Sârbi | Sârbi        |  | 135 | 55,55% |
| Muntenegreni | Muntenegreni |  | 80  | 32,92% |
| Croați | Croați       |  | 1   | 0,41%  |
| Macedoneni | Macedoneni   |  | 1   | 0,41%  |
| necunoscută | necunoscută  |  | 0   | 0%     |